# Pinedas
Pinedas es un municipio y localidad española de la provincia de Salamanca, en la comunidad autónoma de Castilla y León. Se integra dentro de la comarca de la Sierra de Francia. Pertenece al partido judicial de Béjar y a la Mancomunidad Ruta de la Plata.
Su término municipal está formado por un solo núcleo de población, ocupa una superficie total de 14,59 km² y según los datos demográficos recogidos en el padrón municipal elaborado por el INE en el año 2017, cuenta con una población de 115 habitantes.

## Geografía
Pinedas está situado entre las comarcas de la Sierra de Francia y la Sierra de Béjar. Por este motivo, tiene características de las dos zonas. 
El paisaje natural de Pinedas es uno de sus atractivos más importantes; destacando su frondosa vegetación, su rica y variada flora, así como su deslumbrante “balcón” situado en el paraje de “los Canchitos”, desde el cual puede divisarse toda la Sierra de Francia.
Destacan también los parajes cercanos al río Alagón, que atraviesa parte del término de la localidad, dejando a su paso el inconfundible sabor de la tierra rica en agua. Pueden encontrarse en dicho río especies tales como el barbo, la boga o la trucha, siendo así un lugar propicio para la práctica pesquera.
Por lo que se refiere al paisaje urbano de la ciudad, destacan claramente las influencias árabes recibidas, tanto en el entramado urbano donde las calles son sinuosas y estrechas como en la construcción caótica y sencilla de las viviendas, fabricadas de piedra y adobe. Resalta por su originalidad la Callejita, pequeño túnel que comunica la calle Larga con la plaza mayor, situada en el centro del pueblo, la cual está presidida por la fachada de la casa consistorial.

## Historia
La fundación de Pinedas se remonta a la repoblación llevada a cabo por el rey Alfonso IX de León en torno a 1227, cuando este monarca creó el concejo de Montemayor del Río, en el que quedó integrado, dentro del Reino de León. Con la creación de las actuales provincias en 1833, Pinedas quedó integrado en la provincia de Salamanca, dentro de la Región Leonesa. Posteriormente, Pinedas fue la localidad salmantina más afectada, en proporción a su población, por la pandemia de gripe de 1918, con una mortalidad de 60,1 defunciones por cada mil habitantes, contabilizándose 22 muertos en la localidad por dicho motivo.

## Demografía
Pinedas cuenta con una población de 94 habitantes (INE 2024).
| Gráfica de evolución demográfica de Pinedas entre 1842 y 2021                                                       |
| |
| Población de derecho según los censos de población del INE Población de hecho según los censos de población del INE |

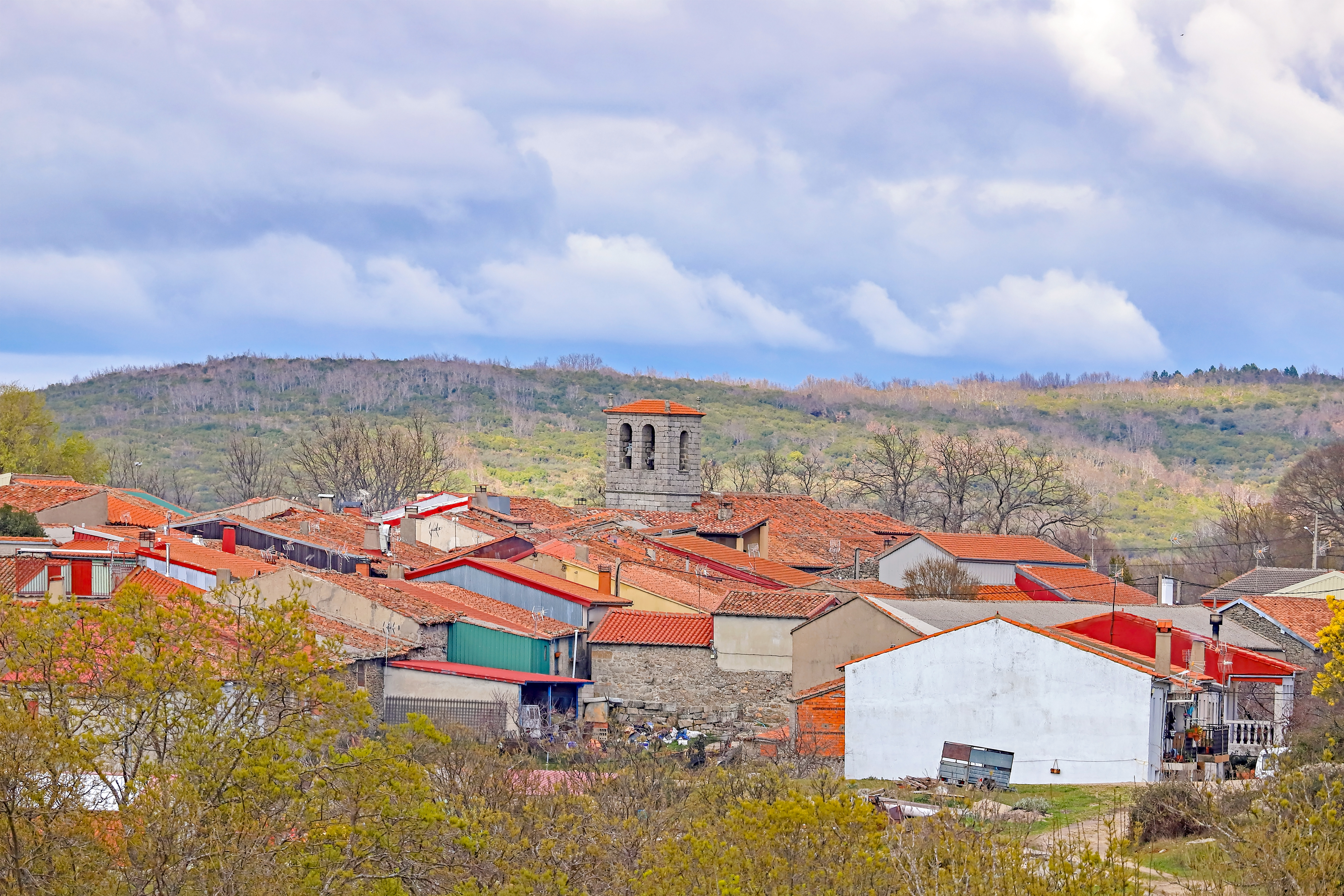
Barrio y torre de la iglesia

Según el Instituto Nacional de Estadística, Pinedas tenía, a 31 de diciembre de 2018, una población total de 113 habitantes, de los cuales 64 eran hombres y 49 mujeres. Respecto al año 2000, el censo refleja 188 habitantes, de los cuales 97 eran hombres y 91 mujeres. Por lo tanto, la pérdida de población en el municipio para el periodo 2000-2018 ha sido de 16 habitantes, un 40% de descenso.

## Administración y política
| Partido político                         | 2019  | 2019  | 2019       | 2015  | 2015  | 2015       | 2011  | 2011  | 2011       | 2007  | 2007  | 2007       | 2003  | 2003  | 2003       |
| Partido político                         | %     | Votos | Concejales | %     | Votos | Concejales | %     | Votos | Concejales | %     | Votos | Concejales | %     | Votos | Concejales |
| Partido Popular (PP)                     | 59,30 | 51    | 4          | 59,43 | 63    | 4          | 72,55 | 79    | 5          | 66,41 | 85    | 4          | 55,78 | 82    | 4          |
| Ciudadanos (CS)                          | 18,60 | 16    | 1          | —     | —     | —          | —     | —     | —          | —     | —     | —          | —     | —     | —          |
| Partido Socialista Obrero Español (PSOE) | 0,68  | 1     | 0          | 36,79 | 39    | 1          | 21,57 | 22    | 1          | 3,91  | 5     | 0          | 19,89 | 35    | 0          |
| Unión del Pueblo Salmantino (UPSa)       | —     | —     | —          | —     | —     | —          | —     | —     | —          | 32,03 | 41    | 1          | 43,54 | 64    | 1          |

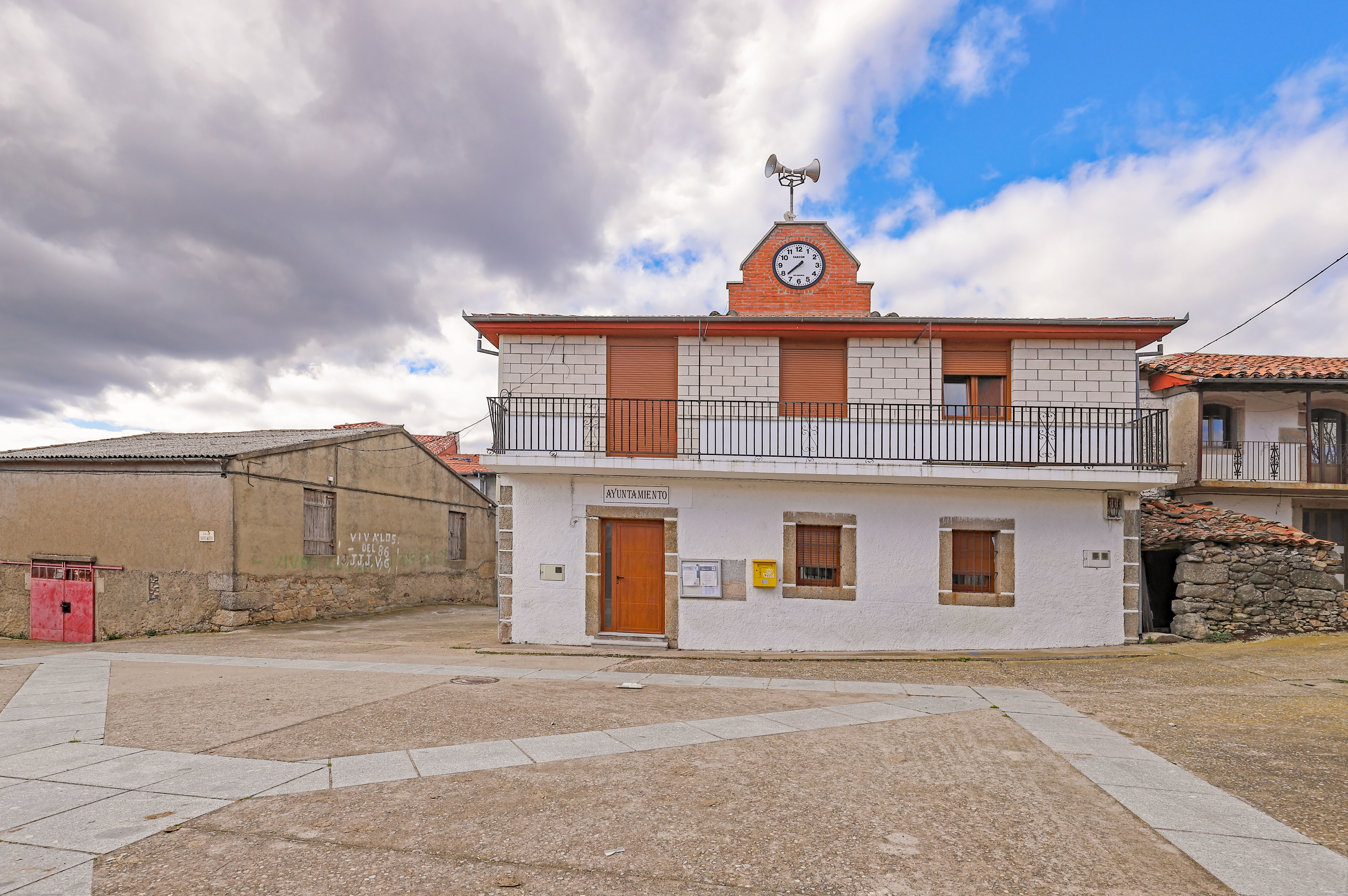
Casa consistorial

El alcalde de Pinedas no recibe ningún tipo de prestación económica por su trabajo al frente del Ayuntamiento (2017).

## Cultura

### Patrimonio

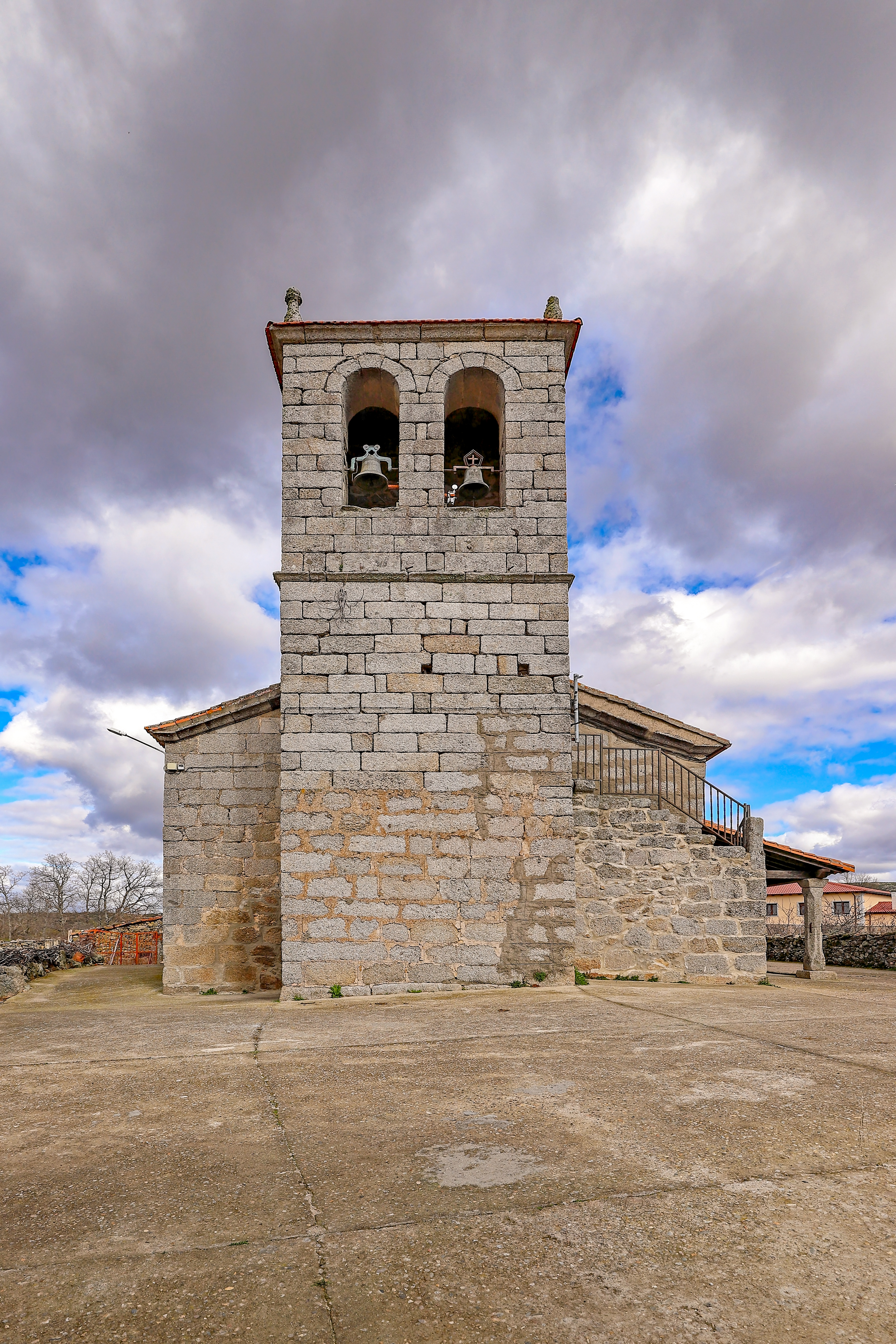
Iglesia Nuestra Señora de las Nieves

Posee un gran número de restos arqueológicos de gran valor histórico; algunos de ellos de la época prehistórica como es el exprimijo, pila excavada en granito; o dólmenes de la época megalítica situados en el Castrejón. Se conserva también parte de la muralla del poblado de El Maginario con diversas edificaciones del año 500 a. C. En el alto de los Palacios se encuentran los castros; y podemos encontrar además, una necrópolis de la que aún se conserva uno de los sepulcros excavados en la roca: la denominada Tumba del Moro.
En el aspecto monumental hay que destacar la iglesia parroquial construida en honor a Nuestra Señora de las Nieves, patrona de la localidad, perteneciente al siglo XVI, aunque remodelada en los siglos posteriores, que permanece en constante vigilia en la parte alta del municipio con ánimo de proteger a sus fieles. Su interior consta de una simple nave central decorada con escasos motivos religiosos debido a la profanación sufrida en el templo hace ya más de 30 años. Tiene la iglesia adosada una torre - campanario, y la fachada está precedida por un pequeño pórtico.
Tenía también la localidad, la ermita de San Felipe, situada en el alto de Felipe, adonde se realizaban romerías y la cual está ya desaparecida; y la ermita del Humilladero, del siglo XVI, a la entrada del pueblo, de la que ya sólo restan algunas columnas esparcidas por el suelo. Este último santuario estaba dedicado al Santísimo Cristo de la Misericordia.

### Fiestas
Las fiestas en honor de la Virgen de las Nieves tienen lugar el 4 y 5 de agosto. Ocasión inigualable para contemplar el rico folklore de la localidad a través de sus bailes y danzas, recuperadas por las nuevas generaciones, así como sus trajes típicos de gran belleza y valor. 
El pueblo celebra también sus fiestas patronales en honor de San Antonio de Padua, el 13 de junio, la cual está menos concurrida a causa de la emigración de los habitantes de la localidad a otras ciudades.